# Adelmo
Adelmo  è un nome proprio di persona italiano maschile.

## Varianti
- Maschili: Adelmio
  - Alterati: Adelmino
  - Ipocoristici: Delmo, Delmino
- Femminili: Adelma, Adelmia
  - Alterati: Adelmina
  - Ipocoristici: Delma, Delmina

## Origine e diffusione
Si tratta di un nome di origine germanica, composto dagli elementi ath (di origine dubbia) e helm ("elmo", "protezione"). Molte fonti lo accomunano, erroneamente, ad altri nomi quali Adelelmo, Antelmo o Aldelmo, che hanno origine differente.

## Onomastico
L'onomastico si può festeggiare il 25 maggio in ricordo di sant'Aldelmo, chiamato anche Adelmo, abate di Malmesbury e vescovo di Sherborne.

## Persone

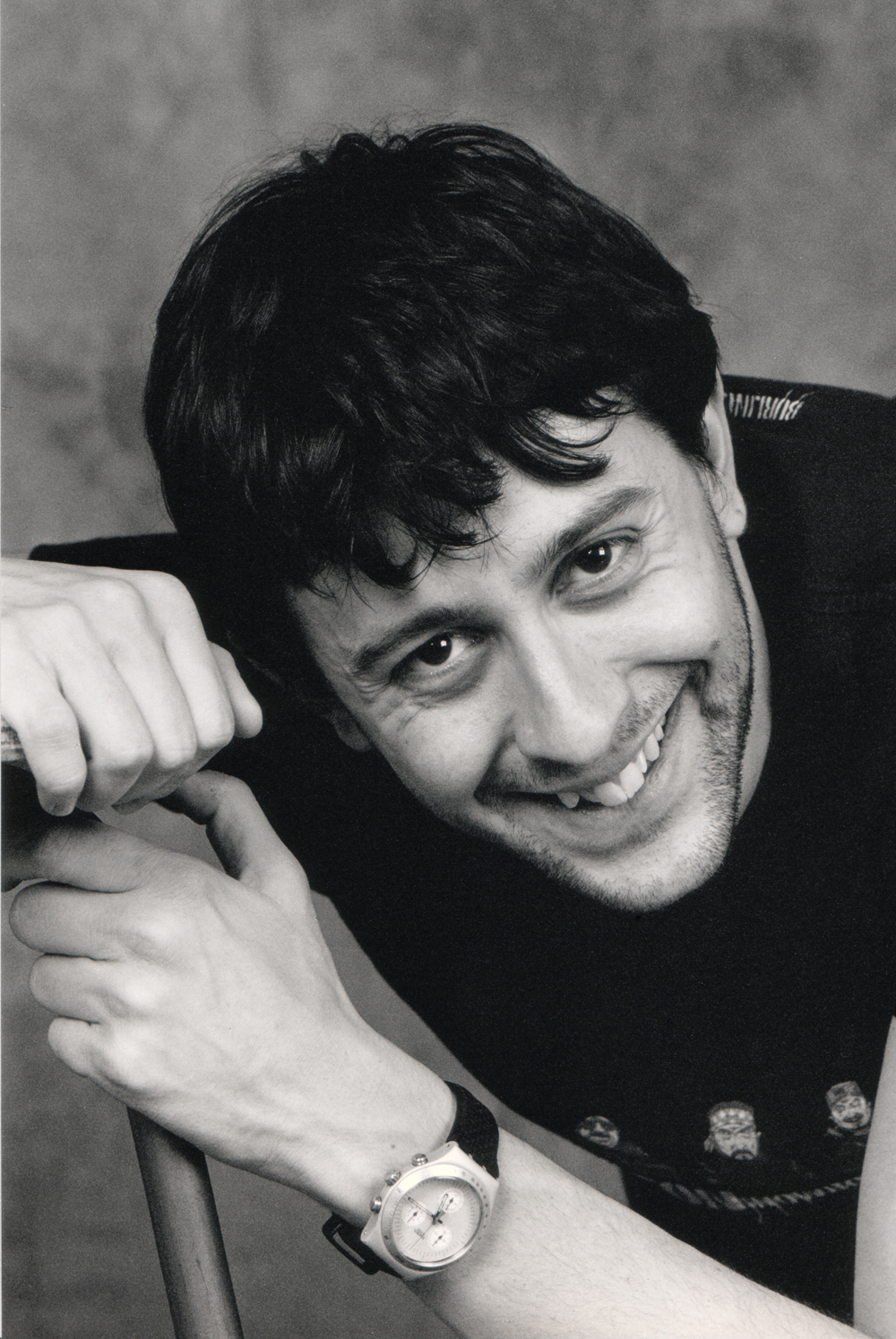
Adelmo Togliani

- Adelmo Battistella, calciatore italiano
- Adelmo Bulgarelli, lottatore italiano
- Adelmo Buonocore, vero nome di Nino Buonocore, cantautore italiano
- Adelmo Damerini, musicologo e compositore italiano
- Adelmo Eufemi, allenatore di calcio e calciatore italiano
- Adelmo Fornaciari, vero nome di Zucchero, cantante, cantautore e musicista italiano
- Adelmo Landini, inventore italiano
- Adelmo Paris, calciatore e allenatore di calcio italiano
- Adelmo Ponzoni, calciatore italiano
- Adelmo Prenna, calciatore e allenatore di calcio italiano
- Adelmo Santini, partigiano italiano
- Adelmo Tacconi, vescovo cattolico italiano
- Adelmo Toffanetti, calciatore italiano
- Adelmo Togliani, attore, regista e sceneggiatore italiano
- Adelmo Achito Vivas, calciatore colombiano

## Il nome nelle arti
- Adelma è un personaggio della Turandot di Carlo Gozzi.
- Adelmo Stecchetti è un personaggio interpretato da Bebo Storti.
- Adelmo e i suoi Sorapis erano un gruppo musicale italiano.

## Curiosità
- Il nome Adelmo ha la particolarità di essere composto da lettere che, scorrendo l'alfabeto, sono in successione. Leggendo infatti le lettere dalla A alla Z si incontrano tutte quelle che lo compongono senza dover mai tornare indietro.